# Holger Rosenberg
Holger Adolf Christian Engfred Rosenberg (2. maj 1869 i Hillerød – 17. februar 1960 på Frederiksberg) var en dansk journalist og globetrotter.

## Typograf og journalist
Rosenberg blev udlært typograf og bestyrede derefter trykkeriet på sin mors venstreavis i Grenå, men ønskede ikke at overtage bladet. I 1890-1896 faktor og redaktionssekretær på venstreavisen Folkebladet for Svendborg amt. I 1896-97 rejste han på Balkan og i Mellemøsten, hvorfra han skrev rejsebreve til en række danske aviser og rapporterede fra den første moderne Olympiade i Athen. Derefter ansat på P. A. Albertis avis Dannebrog til avisen lukkede efter afsløringen af Albertis bedragerier i 1909. Samtidig korrespondent til Morgenbladet i Kristiania og Aftonbladet i Stockholm.

## Tidlige rejser
- Thailand 1899–1900
- Sibirien fra vest til øst 1902
- Japan, Kina og Korea 1903.
- USA, Mexico, Mellemamerika og Vestindien 1904
- Færøerne og Island 1907 – korrespondent ved Frederik 8.s og 40 rigsdagsmænds besøg på de nordatlantiske øer.
- Bagindien og Kina 1908-09, hvor Rosenberg vandrede 2500 km fra den burmesiske grænse til Yangtzekiang og sejlede ned ad floden til Shanghai, hvorefter han rejste videre til Peking, Mukden, Korea og Japan.
- Panama 1913 – reportagerejse om Panamakanalens færdiggørelse.

## Familiejournalen
Rosenberg havde freelancet for Illustreret Familie-Journal fra 1909 og blev fastansat i 1913 af udgiveren Carl Aller, der derefter finansierede alle Rosenbergs store rejser. Han var tilknyttet ugebladet som omrejsende korrespondent til 1941, hvor Hakon Mielche overtog posten. 

## Foredragsholder
Under 1. verdenskrig og imellem sine rejser turnerede Rosenberg som en af landets første professionelle foredragsholdere Danmark rundt med lysbilledforedrag om sine oplevelser. Han var kendt som en levende fortæller og tiltrak et stort publikum.

## Rejser i mellemkrigstiden
- Sydamerika 1921
- Ægypten 1923
- Ækvatorialafrika 1927-28 (vandring ad samme rute, som Henry Stanleys 50 år tidligere)
- Ægypten og Palæstina 1928–29
- Indien 1929–30
- Afrika fra Cairo til Kap det gode håb 1931-32
- Tahiti hvor han i en måned boede blandt polynesierne 1934-35
- Sydamerika ad Amazonfloden fra Titicacasøen og ud til dens munding 1938-39

## Tillidshverv
- Vicepræsident for Danmark ved Worlds Press Parliament ved OL i St. Louis 1904
- Medlem af Journalistforeningens (nu publicistklubbens) bestyrelse 1905-08 og i 1921–33 af dens kontrolråd.
- Medstifter af den danske afdeling af Eventyrernes Klub, formand i 1942 og æresmedlem i 1948.

## Bøger
- Siam og Danskerne i de hvide Elefanters Land, 1900.
- Det nye Sibirien, 1904.
- Smuthans - fortælling for ungdommen, 1905.
- Islandsfærden, Gyldendal, 1907. (Sammen med Svenn Poulsen)
- En vandringsmand sætter staven, Rejseerindringer 1941. (Senere genudgivet under titlen "Jorden rundt med Holger Rosenberg"
- Det ny Afrika, 1945